# Кулвілл (Огайо)
Кулвілл (англ. Coolville) — селище (англ. village) в США, в окрузі Афіни штату Огайо. Населення — 454 особи (2020).

## Географія
Кулвілл розташований за координатами 39°13′14″ пн. ш. 81°47′54″ зх. д. / 39.22056° пн. ш. 81.79833° зх. д. (39.220464, -81.798328).  За даними Бюро перепису населення США в 2010 році селище мало площу 2,22 км², з яких 2,16 км² — суходіл та 0,06 км² — водойми.

## Демографія
Згідно з переписом 2010 року, у селищі мешкало 496 осіб у 188 домогосподарствах у складі 139 родин. Густота населення становила 224 особи/км².  Було 218 помешкань (98/км²).
Расовий склад населення:
| - 98,0 % — білих - 0,4 % — чорних або афроамериканців |

До двох чи більше рас належало 1,6 %. Частка іспаномовних становила 0,2 % від усіх жителів.
За віковим діапазоном населення розподілялося таким чином: 25,0 % — особи молодші 18 років, 62,3 % — особи у віці 18—64 років, 12,7 % — особи у віці 65 років та старші. Медіана віку мешканця становила 39,0 року. На 100 осіб жіночої статі у селищі припадало 92,2 чоловіків;  на 100 жінок у віці від 18 років та старших — 85,1 чоловіків також старших 18 років.
Середній дохід на одне домашнє господарство  становив 33 647 доларів США (медіана — 30 000), а середній дохід на одну сім'ю — 33 675 доларів (медіана — 30 417). Медіана доходів становила 35 250 доларів для чоловіків та 20 250 доларів для жінок. За межею бідності перебувало 29,9 % осіб, у тому числі 51,2 % дітей у віці до 18 років та 3,8 % осіб у віці 65 років та старших.
Цивільне працевлаштоване населення становило 196 осіб. Основні галузі зайнятості: роздрібна торгівля — 25,5 %, освіта, охорона здоров'я та соціальна допомога — 25,0 %, науковці, спеціалісти, менеджери — 12,8 %, виробництво — 9,7 %.